# Fritillaria tubiformis
Fritillaria tubiformis là một loài thực vật có hoa trong họ Liliaceae. Loài này được Gren. & Godr. miêu tả khoa học đầu tiên năm 1854.